# Gloria Musu-Scott
Gloria Maya Musu-Scott là một nữ chính trị gia và luật gia người Liberia, từng giữ chức vụ Chánh án Tòa án Tối cao từ năm 1997 đến 2003.

## Thiếu thời và giáo dục
Scott được sinh ra ở Monrovia và là một thành viên của tộc người Grebo. Bà có bằng cử nhân kinh tế và bằng luật của Đại học Liberia.

## Sự nghiệp
Scott là thành viên của Hiệp hội Luật sư Quốc gia Liberia và là người đồng sáng lập Hiệp hội Nữ Luật sư Liberia. Bà là trợ lý giáo sư tại Trường Luật Louis Arthur Grimes thuộc Đại học Liberia.
Scott được bổ nhiệm làm Chánh án Tòa án Tối cao gồm năm thành viên vào năm 1997, sau khi tòa được tái thiết sau cuộc nội chiến và cuộc bầu cử của Charles Taylor. Vào tháng 2 năm 2003, Scott đọc một phán quyết của tòa án nói rằng họ không có thẩm quyền pháp lý đối với các phiến quân Liên minh Hòa giải và Dân chủ Liberia nhằm ngăn chặn cuộc nội chiến lần hai để tiến hành điều tra dân số quốc gia trước cuộc Bầu cử năm 2003. Bà phục vụ tại tòa án đến tháng 8 năm 2003, khi chính phủ chuyển tiếp lên nắm quyền.
Trong cuộc bầu cử năm 2005, Scott trở thành Thượng nghị sĩ thứ cấp cho Hạt Maryland, đại diện cho Liên minh vì Hòa bình và Dân chủ. Năm 2008, bà đã nói chuyện với Ủy ban Sự thật và Hòa giải về sự cần thiết phải nhìn xa hơn các sự kiện năm 1979. Bà mất ghế Thượng viện trong cuộc bầu cử năm 2011.
Scott là chủ tịch của Ủy ban Xem xét Hiến pháp được triệu tập từ năm 2013 đến năm 2015. Ủy ban này đã đến thăm tất cả 73 khu vực bầu cử và thu được tổng cộng 56.729 ý kiến từ người dân. Trong vai trò này, Scott ủng hộ sự tham gia của phụ nữ cũng như cho việc giáo dục các bé gái. Scott trình bày báo cáo cuối cùng của Ủy ban cho Tổng thống Ellen Johnson Sirleaf vào tháng 8 năm 2015.
Năm 2016, Scott được Hiệp hội Ngân hàng Liberia gọi là một trong số những thẩm phán mang nợ xấu khó đòi, họ cho biết bà đã không trả được khoản nợ 11.241,04 đô la cho Ngân hàng Phát triển và Đầu tư Liberia.
Năm 2017, bà lấy bằng Thạc sĩ Luật tại Trường Luật Harvard.